# Partido judicial de Ponferrada
El partido judicial de Ponferrada, es un Partido Judicial de la provincia de León, España. Es el número 4 de los siete partidos judiciales de la provincia.
Hasta 1966 se dividía este partido en dos, el otro con capital en Villafranca del Bierzo.

## Municipios pertenecientes
Está situado en el extremo occidental de la provincia, lindando al norte con Asturias; al noreste con el Partido judicial de Villablino; al sur y al este con el de Partido judicial de Astorga; y al oeste con Galicia.
Treinta y siete municipios pertenecen al partido judicial de Ponferrada y son los siguientes:
- Arganza
- Balboa
- Barjas
- Bembibre
- Benuza
- Berlanga del Bierzo
- Borrenes
- Cabañas Raras
- Cacabelos
- Camponaraya
- Carracedelo
- Carucedo
- Castropodame
- Congosto
- Corullón
- Cubillos del Sil
- Fabero
- Folgoso de la Ribera
- Igüeña
- Molinaseca
- Noceda
- Oencia
- Páramo del Sil
- Peranzanes
- Ponferrada
- Priaranza del Bierzo
- Puente de Domingo Flórez
- Sancedo
- Sobrado
- Toreno
- Torre del Bierzo
- Trabadelo
- Valle de Ancares
- Vega de Espinareda
- Vega de Valcarce
- Villadecanes
- Villafranca del Bierzo